# Nationale 1 1979-1980
La Nationale 1 1979-1980 è stata la 58ª edizione del massimo campionato francese di pallacanestro maschile. La vittoria finale è stata ad appannaggio dell'ASPO Tours.

## Risultati

### Stagione regolare
|     | Squadra           | G  | V  | N | P  | PF   | PS   | P.ti | Qualificazione                    |
| --- | ----------------- | -- | -- | - | -- | ---- | ---- | ---- | --------------------------------- |
| 1.  | ASPO Tours        | 26 | 20 | 2 | 4  | 2472 | 2192 | 68   | poule des As                      |
| 2.  | ASVEL             | 26 | 20 | 0 | 6  | 2476 | 2145 | 66   | poule des As                      |
| 3.  | Stade français    | 26 | 15 | 1 | 10 | 2267 | 2192 | 57   | poule des As                      |
| 4.  | SCM Le Mans       | 26 | 15 | 1 | 10 | 2344 | 2186 | 57   | poule des As                      |
| 5.  | Caen              | 26 | 15 | 0 | 11 | 2089 | 2065 | 56   |                                   |
| 6.  | Orthez            | 26 | 15 | 0 | 11 | 2380 | 2245 | 56   |                                   |
| 7.  | Monaco            | 26 | 14 | 0 | 12 | 2125 | 2099 | 54   |                                   |
| 8.  | Mulhouse          | 26 | 14 | 0 | 12 | 2393 | 2450 | 54   |                                   |
| 9.  | Olympique Antibes | 26 | 11 | 2 | 13 | 2090 | 2064 | 50   |                                   |
| 10. | Nizza             | 26 | 12 | 0 | 14 | 2324 | 2343 | 50   |                                   |
| 11. | CSP Limoges       | 26 | 10 | 2 | 14 | 2300 | 2398 | 48   | spareggi promozione/retrocessione |
| 12. | CRO Lione         | 26 | 8  | 0 | 18 | 2171 | 2321 | 42   | spareggi promozione/retrocessione |
| 13. | Vichy             | 26 | 8  | 0 | 18 | 2233 | 2532 | 42   | spareggi promozione/retrocessione |
| 14. | Berck BC          | 26 | 1  | 0 | 25 | 2021 | 2453 | 28   | spareggi promozione/retrocessione |

### Spareggi promozione/retrocessione
Girone retrocessione
|    | Squadra     | G | V | N | P | PF  | PS  | P.ti | Qualificazione            |
| -- | ----------- | - | - | - | - | --- | --- | ---- | ------------------------- |
| 1. | CSP Limoges | 6 | 5 | 1 | 0 | 533 | 477 | 17   | girone promozione         |
| 2. | Vichy       | 6 | 2 | 1 | 3 | 496 | 520 | 11   | girone promozione         |
| 3. | CRO Lione   | 6 | 2 | 0 | 4 | 524 | 527 | 10   | retrocesse in Nationale 2 |
| 4. | Berck BC    | 6 | 2 | 0 | 4 | 359 | 407 | 10   | retrocesse in Nationale 2 |

Girone promozione
|    | Squadra     | G | V | N | P | PF  | PS  | P.ti | Qualificazione           |
| -- | ----------- | - | - | - | - | --- | --- | ---- | ------------------------ |
| 1. | CSP Limoges | 3 | 2 | 0 | 1 | 293 | 269 | 7    | in Nationale 1 1980-1981 |
| 2. | Avignone    | 3 | 2 | 0 | 1 | 256 | 248 | 7    | in Nationale 1 1980-1981 |
| 3. | Vichy       | 3 | 2 | 0 | 1 | 219 | 241 | 5    | in Nationale 2 1980-1981 |
| 4. | Reims       | 3 | 1 | 0 | 2 | 251 | 261 | 5    | in Nationale 2 1980-1981 |

### Poule des As
|    | Squadra        | G | V | N | P | PF  | PS  | P.ti | Qualificazione |
| -- | -------------- | - | - | - | - | --- | --- | ---- | -------------- |
| 1. | ASPO Tours     | 6 | 4 | 0 | 2 | 532 | 542 | 14   | finale         |
| 2. | SCM Le Mans    | 6 | 3 | 1 | 2 | 528 | 510 | 13   | finale         |
| 3. | ASVEL          | 6 | 3 | 0 | 3 | 583 | 545 | 12   |                |
| 4. | Stade français | 6 | 1 | 1 | 4 | 524 | 570 | 9    |                |

Finale
| Squadra 1  | Risultato | Squadra 2   |
| ---------- | --------- | ----------- |
| ASPO Tours | 72 - 66   | SCM Le Mans |

| Nationale 1 1979-1980 |
| --------------------- |
| ASPO Tours 2º titolo  |

## Formazione vincitrice
| N° | Naz.                   | Ruolo | Sportivo            |  | Alt. |  |
| -- | ---------------------- | ----- | ------------------- |  | ---- |  |
|    | Francia (bandiera)     | P     | Jean-Michel Sénégal |  | 184  |  |
|    | Francia (bandiera)     | AG    | Jacques Cachemire   |  | 197  |  |
|    | Stati Uniti (bandiera) | AC    | Cliff Pondexter     |  | 206  |  |
|    | Stati Uniti (bandiera) | C     | DeWitt Menyard      |  | 208  |  |
|    | Francia (bandiera)     | C     | Georges Vestris     |  | 214  |  |
|    | Francia (bandiera)     | A     | Jean-Louis Vacher   |  | 197  |  |
|    | Francia (bandiera)     | All.  | Pierre Dao          |  |      |  |